# Biserica de lemn Sfântul Nicolae din Cernăuți
Biserica de lemn „Sfântul Nicolae” este cea mai veche construcție a orașului Cernăuți. A fost ridicată de boierul Stroescu, starostele de Cernăuți, în anul 1607. Această biserică se numea odinioară "Biserica din Săliște" - centrul în care erau stabiliți băștinașii moldoveni ai târgului Cernăuți.
Refăcută în 1748, a mai fost restaurată la 1779, 1885 și 1928. După 1940 a fost închisă, iar în 1993 a fost distrusă de un incendiu. A fost ulterior reconstruită și este protejată ca monument de arhitectură.